# Jambūgheh
Jambūgheh (persiska: جَمبوعِه, جمبوغه, Jambū‘eh) är en ort i Iran.   Den ligger i provinsen Västazarbaijan, i den nordvästra delen av landet, 500 km väster om huvudstaden Teheran. Jambūgheh ligger 1 425 meter över havet och antalet invånare är 514.
Terrängen runt Jambūgheh är kuperad västerut, men österut är den platt. Runt Jambūgheh är det ganska glesbefolkat, med 50 invånare per kvadratkilometer. Närmaste större samhälle är Būkān, 9,2 km nordost om Jambūgheh. Trakten runt Jambūgheh består i huvudsak av gräsmarker.